# معركة روضة مهنا
معركة روضة مهنا هي معركة حدثت في 12 أبريل 1906 بين قوات إمارة جبل شمر بقيادة عبد العزيز بن متعب آل رشيد وبين قوات إمارة نجد بقيادة عبد العزيز بن عبد الرحمن بن فيصل آل سعود.
انتهت المعركة بانتصار ابن سعود وقتل عبد العزيز ابن رشيد، وعلى أثر ذلك انسحبت الحاميات العثمانية من القصيم بأمان مقابل تسليم مدافعها وسلاحها إلى عبد العزيز بن عبد الرحمن بن فيصل آل سعود، الذي أعلن سيطرته التامة على القصيم بأكمله.

## أحداث المعركة
في 16 صفر 1324هـ / 12 أبريل 1906م وصل الأمير عبد العزيز بن سعود خبر نزول عبد العزيز بن متعب بن عبد الله الرشيد في روضة مهنا الواقعة غربي نفود الثويرات شرق القصيم ليجتمع إلى صالح بن حسن آل مهنا أبا الخيل أمير بريدة وكان عبد العزيز في مجمع «البطنان» غرب الدهناء واستغاث بالفارس «بدر قشعان المشعبي» فتوجه بأتباعه مع الملك عبد العزيز إلى مهاجمة خصمه ودارت اشتباكات خفيفة عنيفة قتل فيها ابن رشيد على يد أهل القصيم وقطع رأسه ووصل به إلى بريدة ثم عنيزة كما ذكر ذلك مؤلف كتاب «علاقة نجد في الكويت» للسعدون.
في 12 أبريل 1906م دارت اشتباكات عنيفة بين الطرفين وكان فيها عبد العزيز بن متعب بن عبد الله الرشيد في اثناء المعركة يدور على حصانه الاسود على جموعه ويحرضهم على التقدم والاستبسال في القتال ياخذ اليمنة ثم يعود وياخذ اليسرى مستنهضا بالجنود ومحرضا على، التقدم والاستبسال فلما عاد الى جمع لبدة ظن انه لا يزال في مكانه ولكن جمع اهل العارض هزم جمع اهل حائل، وحل في محله ولم يشعر اهل العارضالا وابن رشيد نفسه على جواده الاسود قد توسط بينهم وهم في اشد حالة القتال ظنا منه انهم جنوده اهل حائل فسمع رجال ابن سعود صوت الامير عبد العزيز بن متعب بن عبد الله الرشيد فعرفوه فأطلقو نيران بنادقهم عليه فخر صريعًا وفي بدنه اكثر من أربعين رصاصة في رواية [ ل الامير سعود بن هذلول بن ناصر الثنيان آل سعود

## بعد المعركة
وصل ابن سعود إلى حائل فلم يستطع أخذها لكنه غدر به صديقه أمير بريدة الأمر الذي تسبب بوقوع معركة الطرفية واستولى ابن سعود على القصيم وأسر أمير بريدة صالح بن حسن آل مهنا أبا الخيل وسجنه، ثم قتل ابن مهنا وعيّن ابن سعود بدلاً منه محمد بن عبد الله ال مهنا أبا الخيل أميراً على بريدة واتفق ابن سعود وابن رشيد على أن تكون شمال نجد بقبائلها تحت إمرة ابن رشيد، وباقي نجد من القصيم جنوباً تحت إمرة ابن سعود.

## قتلى ملحوظون
- عبد العزيز ابن رشيد، امير قبيلة شمر وحاكم منطقة حائل
- هذلول بن ناصر بن فيصل بن ثنيان آل سعود
- الشيخ علي الازمع ابوثنين أحد شيوخ قبيله سبيع بقيادته سبيع العارض
- الحميدي بن مطرف
- عبد العزيز الدريس
- ناصر ابن عمار